# Rudyard Kipling
(Motivazione del Premio Nobel.)
Joseph Rudyard Kipling (Bombay, 30 dicembre 1865 – Londra, 18 gennaio 1936) è stato uno scrittore, poeta e giornalista britannico, vincitore del Premio Nobel per la letteratura nel 1907, a 41 anni, il più giovane e il primo scrittore di lingua inglese. Dopo la sua morte, le sue ceneri furono interrate nel Poets' Corner, una sezione del transetto meridionale dell'Abbazia di Westminster.
Egli nacque nell'India britannica, che ispirò molta della sua produzione. Le sue opere narrative più note, subito acclamate fin dal loro apparire e ancor oggi considerate dei classici senza tempo, includono: la dilogia dei racconti Il libro della giungla (The Jungle Book, 1894; The Second Jungle Book, 1895); i romanzi Capitani coraggiosi (1897), Kim (1901); le Storie proprio così (1902); moltissimi i racconti, di incomparabile talento e straordinaria bellezza, tra cui L'uomo che volle essere re (1888). Copiosa anche la produzione di poesie, tra le quali si segnalano le seguenti: Mandalay (1890), Gunga Din (1890), Se (If, circa 1895), Il fardello dell'uomo bianco (The White Man's Burden: The United States and the Philippine Islands, 1899), Gli dei delle intestazioni del quaderno (The Gods of the Copybook Headings, 1919).
Uno dei più popolari scrittori dell'Impero britannico tra la fine del XIX e l'inizio del XX secolo, di lui Henry James disse: «Kipling mi colpisce personalmente come il più completo uomo di genio, come distinto da fine intelligenza, che io abbia mai conosciuto». Candidato alla carica di Poeta laureato (British Poet Laureateship) e molte volte al cavalierato, rifiutò entrambi i titoli.

## Biografia

### Infanzia
Kipling nacque a Bombay nel 1865 da genitori inglesi; suo padre John Lockwood Kipling era un professore di scultura e arte vasaia giunto a Bombay per dirigere la locale scuola d'arte assieme alla moglie Alice MacDonald. I genitori si erano conosciuti due anni prima al Rudyard Lake nello Staffordshire, in Inghilterra. In India l'infanzia di Rudyard Kipling fu felice, circondato dall'affetto e dalla devozione della servitù originaria del luogo.

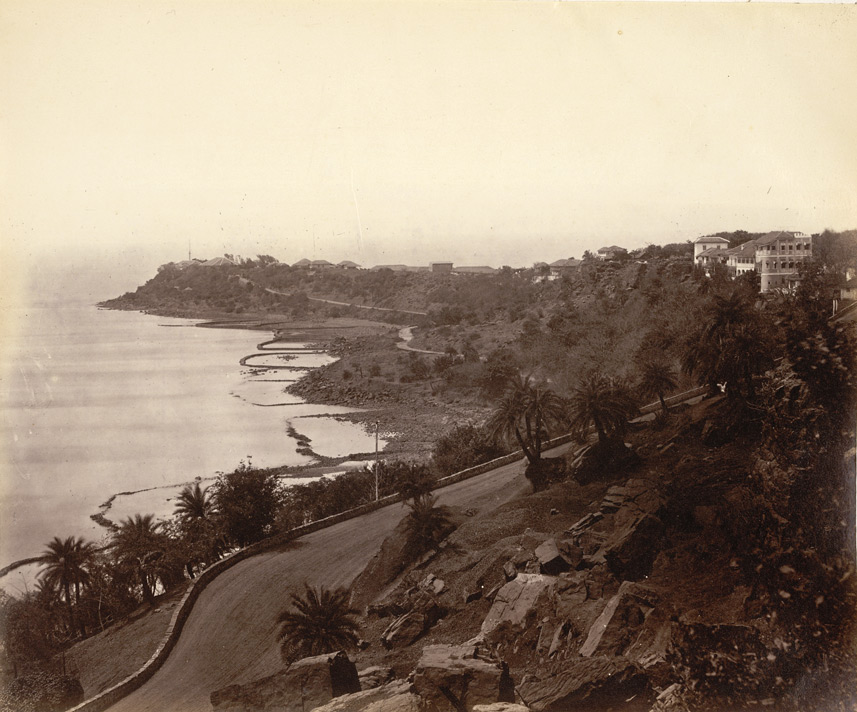
Bombay nel 1860

Nel 1871, all'età di sei anni, fu inviato a Southsea, in Inghilterra, assieme alla sorellina Trix, per frequentare le scuole primarie, presso i coniugi Holloway, lontani parenti. Fu il periodo più infelice della sua esistenza sia a causa della lontananza dei genitori, sia a causa dei rigidi metodi della signora Holloway, come lo stesso Kipling testimoniò in alcune opere, per esempio nel racconto Bee, bee, Pecora Nera e nella sua autobiografia postuma Something of myself. I due bambini potevano comunque visitare i parenti in Inghilterra per un mese ogni Natale con la zia materna Georgiana e suo marito, l'artista Edward Burne-Jones, presso la loro casa "The Grange" a Fulham, Londra, definita da Kipling «un paradiso che credo in verità mi abbia salvato». Nella primavera del 1877 la signora Kipling tornò dall'India a riprendersi i propri bambini.
Nel 1878 fece il suo ingresso all'United Service College, una scuola di Westward Ho!, nel Devon, appositamente creata allo scopo di educare i figli degli ufficiali britannici senza che questi dovessero sostenere grandi spese. Durante la sua permanenza, Kipling incontrò Florence Garrard, di cui si innamorò perdutamente; a lei si ispirò per il personaggio di Maisie nel suo primo romanzo, The Light that Failed (1891).
Alla fine della sua permanenza a scuola i suoi insegnanti ritennero che gli mancasse la capacità intellettuale per ottenere una borsa di studio a Oxford. I suoi genitori non avevano le risorse economiche per finanziare gli studi e quindi suo padre lo portò con sé a lavorare a Lahore, nell'attuale Pakistan, dove ricopriva gli incarichi di direttore della collezione nazionale di arte e di curatore del locale museo. Rudyard Kipling era caporedattore di un piccolo giornale locale, La gazzetta civile e militare. Decise di trasferirsi in India il 2 settembre 1882 e arrivò a Bombay il 20 ottobre dello stesso anno.

### Ritorno a Londra e matrimonio

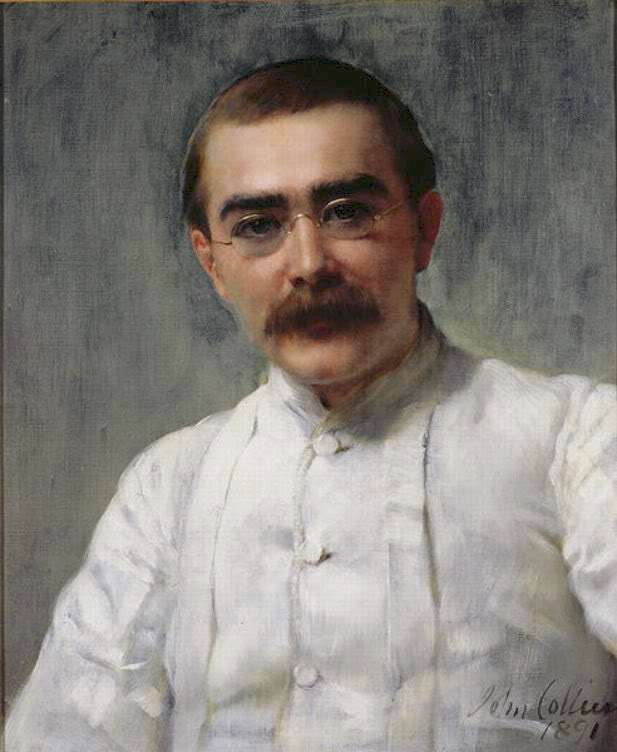
Kipling ritratto da John Collier, 1891

Nel 1889 Kipling iniziò un lungo viaggio attraverso Birmania, Cina, Giappone e Corea, prima di attraversare gli Stati Uniti e l'oceano Atlantico, stabilendosi poi a Londra. I suoi diari di viaggio From Sea to Sea and Other Sketches, Letters of Travel risalgono in gran parte a questo periodo e riprendono anche alcuni articoli scritti per il giornale. Da quel momento in poi la sua fama crebbe rapidamente ed egli divenne in breve tempo la voce dell'imperialismo. Il suo primo romanzo, The Light that Failed, fu pubblicato nel 1890. Il più famoso dei suoi poemi è probabilmente The Ballad of East and West. Nell'aprile del 1886 venne iniziato in Massoneria come Apprendista Libero Muratore nella Rispettabile Loggia "Hope and Perseverance" ("Speranza e Perseveranza") di Lahore, per la quale scrisse la famosa poesia Mother Lodge ("Loggia madre").
Fu amico dello scrittore H. Rider Haggard e conobbe sir Arthur Conan Doyle.
Nel 1892 Kipling sposò Caroline "Carrie" Starr Balestier: durante la luna di miele, la banca di Kipling fallì e la coppia fu costretta a ritornare nel Vermont, dove viveva la famiglia di lei. Rudyard e la moglie vissero in America per i successivi quattro anni e costruirono una casa a Brattleboro che tuttora esiste in Kipling Road. Fu durante questo periodo che Kipling iniziò a scrivere racconti per bambini e diede alle stampe Il libro della giungla (1894) e Il secondo libro della giungla (1895).
Kipling lasciò il Vermont dopo una lite con il cognato, che lo trascinò in tribunale: lui e la moglie tornarono in Inghilterra, dove nel 1897 pubblicò Capitani coraggiosi e, nel 1899, Stalky & C. Nel 1898 iniziò una serie di viaggi annuali in Africa durante la stagione invernale: lì divenne amico di Cecil Rhodes mentre raccoglieva materiale per le sue Storie proprio così (Just So Stories for Little Children), successivamente pubblicate (1902) come preludio a Kim. Tra le poesie che Kipling compose in quel periodo figurano Gunga Din (1892, da cui nel 1939 il regista George Stevens trasse l'omonimo film interpretato da Cary Grant e Joan Fontaine), The White Man's Burden (1899) e Boots (1903), tutte poi raccolte nel libro Le cinque nazioni; come saggista, fu coinvolto nel dibattito sulla responsabilità britannica nella formazione della flotta tedesca (i suoi articoli sono raccolti nell'antologia A Fleet in Being).
Il XX secolo vide Kipling all'apice della sua popolarità: ottenne il premio Nobel per la letteratura a soli 41 anni (il più giovane di sempre) nel 1907 per Il libro della giungla e pubblicò Puck of Pook's Hill (1906) e Rewards and Fairies (1910).

### Prima guerra mondiale

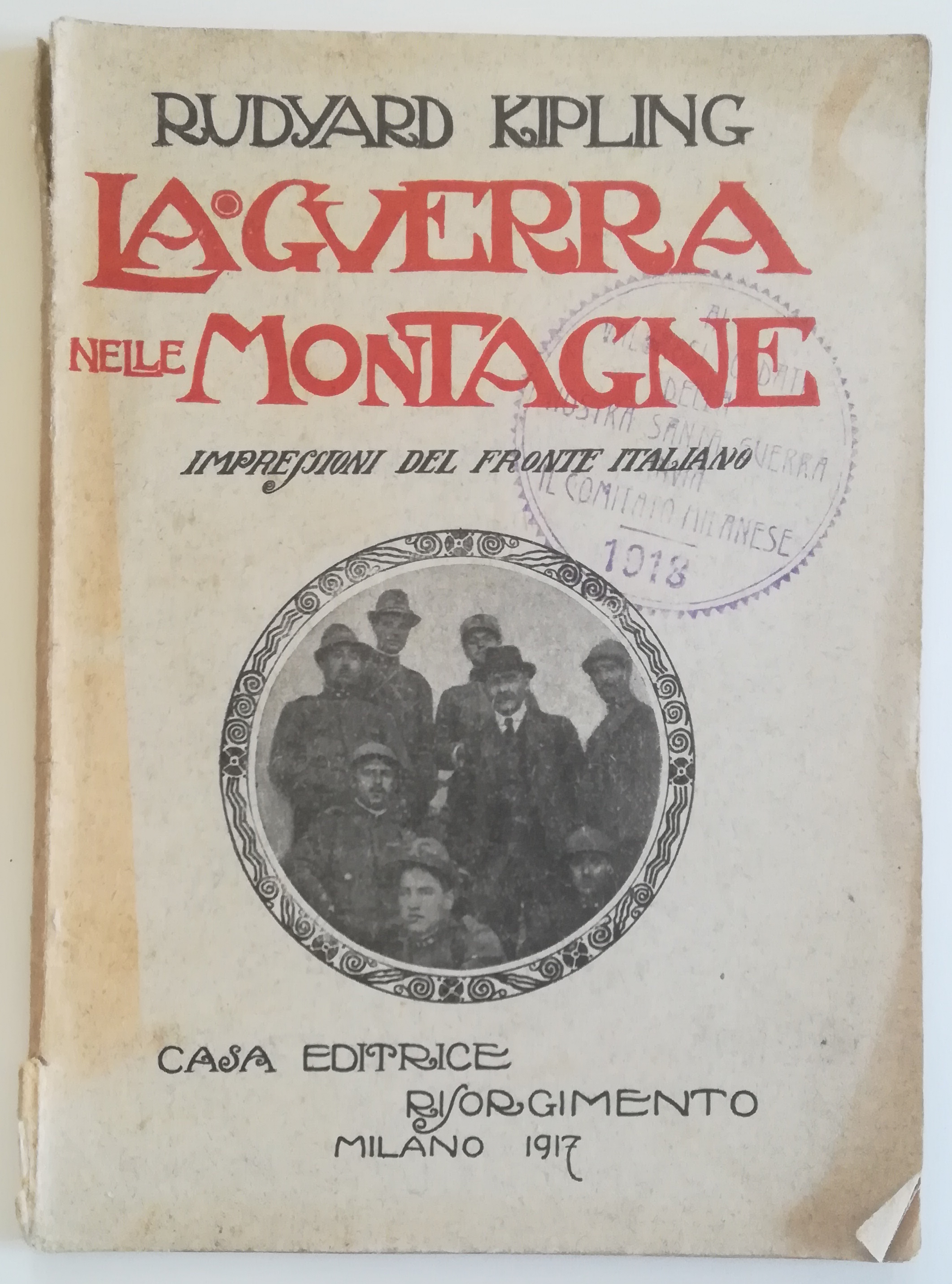
Copertina de La Guerra nelle Montagne di Rudyard Kipling, 1917

Il nome di Kipling era così strettamente legato al colonialismo che, con la prima guerra mondiale, la sua popolarità ebbe a soffrire del contraccolpo. Comunque, all'inizio della prima guerra mondiale, cominciò a svolgere l'incarico di corrispondente di guerra, prima sul fronte occidentale, poi su quello italiano (1917) ed entrò a far parte della Sir Fabian Ware's Imperial War Graves Commission (successivamente rinominata Commonwealth War Graves Commission). Si arruolò poi come autista di ambulanze militari. Nello stesso periodo suo figlio maggiore John, come lui fervente nazionalista, volontario in guerra e accettato alla leva solo dopo essere stato riformato una prima volta, morì nella battaglia di Loos (1915).

### Anni venti e trenta
Con la crescente popolarità dell'automobile, Kipling tornò a essere un corrispondente itinerante per l'Europa e scrisse alcuni tra i suoi articoli più belli. Kipling scrisse anche la storia e la sceneggiatura di Without Benefit of Clergy, film muto del 1921 diretto da James Young; in questo film, Kipling apparve nei titoli anche come scenografo. Nel 1922 venne chiamato dall'Università di Toronto per organizzare le cerimonie di laurea, lavoro di cui fu entusiasta. Lo stesso anno divenne rettore della St Andrews University, carica che mantenne fino al 1925.
Kipling morì al suo tavolo di lavoro nel 1936 per un'ulcera duodenale perforata, a settant'anni, poco dopo una falsa notizia della sua morte riguardo alla quale aveva commentato: "Ho appena appreso di essere morto dal vostro giornale: non dimenticate di cancellarmi dalla vostra lista di abbonati." Il suo corpo venne cremato e le ceneri sono custodite presso l'abbazia di Westminster, a Londra.

## Incidenza culturale e visione del mondo di Kipling
Kipling è rimasto una figura importante nella cultura di massa anche durante le sue massime punte di sfortuna critica: fu soprattutto importante, in particolare, per la nascita della fantascienza attraverso John W. Campbell e Robert A. Heinlein. Riferimenti a Kipling sono costanti in fantascienza, soprattutto in autori come Poul Anderson. Lo scrittore Neil Gaiman ha scritto una trasposizione del libro della giungla in un altro ambiente, nella sua opera Il figlio del cimitero (The Graveyard Book, 2008). Kipling è stato un importante riferimento anche per la fantascienza russa, in particolare per i fratelli Strugatskij e il romanzo Bambino (1971), originariamente intitolato Operazione Mowgli e ambientato nel ciclo del cosiddetto Mezzogiorno.
I suoi scritti sono anche stati usati largamente da Robert Baden-Powell come strumenti pedagogici nello scautismo; in particolar modo Il libro della giungla è il testo che fa da sfondo alle attività svolte dagli scout più piccoli (dagli otto ai dieci anni circa a seconda delle associazioni) chiamati lupetti. 
Kipling fu un frammassone, iniziato alla libera muratoria in quello che oggi si chiama Pakistan. Parecchie sue opere - romanzi, racconti, saggi autobiografici e, in specie, la sua opera poetica - rivélano la formazione Massonica di questo autore, avvezzo alla creatività allegorica (come un 'Collodi britannico', è stato detto) e del quale Vittorio Beonio-Brocchieri - persuaso, invece, del valore maieutico delle ricerche psicoanalitiche - ha offerto la propria sintesi cognitiva, così inquadrandolo: "La moderna letteratura occidentale conosce due epoche distinte: ciò che è prima della psicanalisi, ciò che è dopo la psicanalisi. Come in pittura la scoperta del cromatismo ambientale segna il passaggio da un vecchio ad un nuovo mondo; come in musica c'è un gusto ancorato alle tonalità e un gusto disancorato, così in letteratura c'è una sensibilità anteriore alla conquista del subconscio e un mondo posteriore. Kipling appartiene al vecchio testamento. Ha percorso l'India e ha conosciuto i popoli prima di Freud e soprattutto prima di Jung". Nondimeno, al proposito, con precisione vocandosi altresì a ridimensionare, anche nel campo etnologico, le indubbie conquiste psicanalitiche, William Walker Atkinson ha dato rilievo, a questa sua ulteriore significativa persuasione: "Gli autori occidentali, entusiasmati dallo scoprire gli stati mentali extracoscienti, ignoti in precedenza al pensiero occidentale, hanno fatte proprie superficialmente alcune teorie, che sembravano chiarire qualsiasi fenomeno della psiche e tutti problemi ad esso connessi. Tali scrittori, da un lato hanno svolto un lavoro realmente profondo, che ha aiutato molte persone a farsi nuove idee sulla idea del lavoro della mente, ma dall'altro non hanno approfondito, di quanto era necessario, la natura di questo problema. Se avessero studiato la filosofia orientale, avrebbero evitato fatica e confusione di idee. Per fare un esempio, gli autori citati hanno presunto affrettatamente che, dato che esiste una zona mentale extracosciente, ogni attività mentale debba trovarsi necessariamente nella zona consapevole della mente o in quella subcosciente, e che ogni manifestazione di extracoscienza si possa comprendere sotto il termine di mente subconscia o mente soggettiva e simili, e hanno ignorato che tutte queste manifestazioni della mente comprendono non solo le forme intellettuali più evolute, ma anche quelle inferiori. Hanno chiamato soggettivo o subconscio questo nuovo stadio mentale: a questo stadio hanno attribuito le azioni inferiori, come le passioni animali; impulsi scombinati, delusioni, superstizioni, istinti animali eccetera. Gli hanno attribuito, contemporaneamente, anche l'ispirazione dell'artista, poeta o musicista, e tutte quelle superiori aspirazioni e sentimenti interiori che nascono nelle zone più elevate dell'anima. È stato un errore naturale, perché quando il mondo occidentale ha potuto apprendere queste nuove teorie, le ha accettate con entusiasmo, come verità, senza discuterle. Solo in seguito, riflettendovi sopra, e analizzandole, ha provato delusione e disorientamento. Ha cominciato a sentire che un elemento essenziale, era sfuggito all'attenzione. Ha intuito che l'aspirazione e le idee più complesse provengono da una zona della mente ben diversa da quella che produce istinti e passioni inferiori, istinti e passioni inconscie. Basta esaminare la filosofia orientale, per chiarirci il problema: secondo i maestri orientali, la mente consapevole è stata sempre esclusivamente un frammento di tutta la complessità del pensiero, però hanno sempre sostenuto che, come esiste una zona mentale situata sotto livello della coscienza, così ne esiste un'altra più elevata, e tanto più evoluta rispetto all'intelletto, quanto la prima zona è inferiore. Questa è una vera rivelazione, per quanti non ne erano al corrente, e si erano trovati di fronte le teorie del dualismo della mente, esposte dai più moderni autori occidentali. Studiando a fondo tale argomento, è risultata sempre più la profondità ed esattezza della dottrina orientale, rispetto a quella dei pensatori occidentali. Come una reazione chimica, questa scoperta ha reso immediatamente chiaro il liquido torbido della provetta".
Per concludere, riportiamo qui ciò che ha scritto la studiosa italiana Clara Voltan, la quale ha sintetizzato in questi termini la visione del mondo di Rudyard Kipling: "Kipling, this aristocratic imperialist, seems to have a predilection for the low classes, to wirch he reserves all the indulgence he denies to the well-off. He simpathizes particularly with the humbles, whom, through his long travels, he has seen laboriously; soldiers, engine-drivers, unloaderss etc. Such are the favourites heroes of Kipling; theyare rude but active, simple, but endowed with a warlike instinct" 

### Trasposizioni cinematografiche
Dai libri di Rudyard Kipling sono stati tratti numerosi film, anche d'animazione.
Il solo Il libro della giungla ha avuto due popolarissime riduzioni a cartone animato di Walt Disney nel 1967 e nel 2003, mentre nel 1942 ne era stato tratto il primo film, che ha avuto a sua volta due remake nel 1994 e 1998. Noti al grande pubblico sono stati anche i due più recenti remake in live-action del 2016 e del 2018. Famoso è anche il cartone animato giapponese del 1989 dal titolo Il libro della giungla (ジャングルブック・少年モーグリ?, Jungle Book - Shōnen Mowgli).
Altro romanzo di Kipling adattato al grande schermo è stato Kim con l'omonimo film del 1950 (con Dean Stockwell ed Errol Flynn), seguito da una versione televisiva inglese nel 1984 e dal cartone animato della Rai nel 2009.
Anche L'uomo che volle essere re ha avuto la trasposizione cinematografica nel 1975, col titolo L'uomo che volle farsi re: diretta da John Huston e con Sean Connery e Michael Caine per protagonisti, vede anche la partecipazione di Christopher Plummer nel ruolo dello stesso Kipling.
Da ricordare inoltre Capitani coraggiosi (1937), diretto da Victor Fleming, interpretato da Spencer Tracy nel ruolo di Manuel Fidello.

## Opere

### Originali

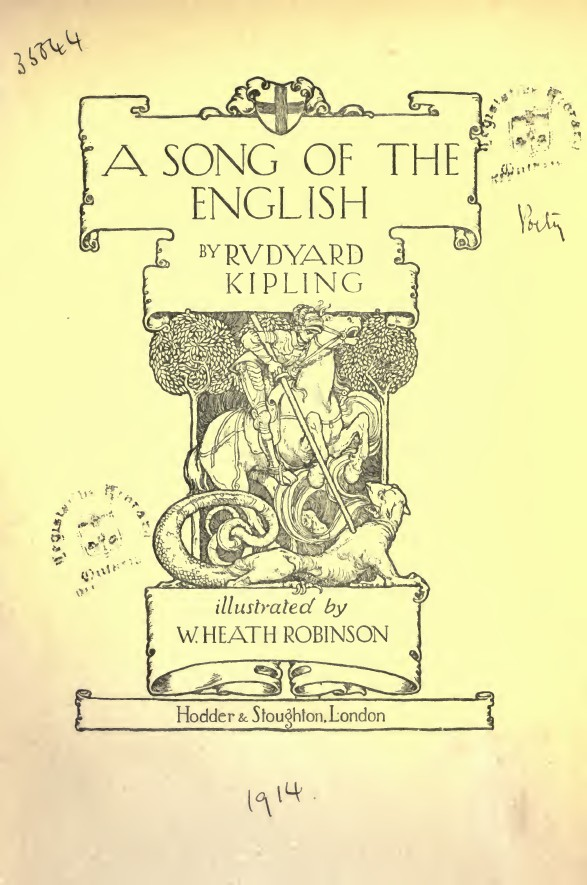
A Song of the English illustrato da Heath Robinson, 1914

Elenco cronologico delle prime edizioni delle opere di Rudyard Kipling:
- Schoolboy Lyrics, 1881
- (in collaborazione con la sorella Trix), Echoes, 1884 L'opera comprende 39 liriche di cui sette opera della sorella Trix
- (in collab. con i genitori e la sorella Trix), Quartette, 1885
- Departmental Ditties and Other Verses, 1886
- Plain Tales from the Hills; Soldiers Three; In Black and White; The Story of the Gadsbys; Under the Deodars; The Phantom 'Rickshaw; Wee Willie Winkie, 1888
- The City of Dreadful Night; The Light That Failed; Barrack-Room Ballads, 1890
- Life's Handicap; Letters of Marque; The Smith Administration; American Notes; Mine Own People, 1891
- con Wolcott Balestier, The Naulahka, 1892
- Many lnventions, 1893
- The Jungle Book, 1894
- The Second Jungle Book; Out of India, 1895
- The Seven Seas; The Birthday Book, 1896
- Captains Courageous; Almanac of Sports; Recessional, 1897
- The Day's Work; A Fleet in Being, 1898
- Stalky & C.; From Sea to Sea, 1899
- Kim; Railway Reform in Great Britain; Science of Rebellion; Sin of Witchcraft, 1901
- Just So Stories, 1902
- The Five Nations, 1903
- Traffics and Discoveries, 1904
- Puck of Pook's Hill; Letter on a Possible Source of The Tempest; South Africa, 1906
- Speech (at the] Artists' Benevolent Institution, 1907
- Doctors; Letters to the Family, 1908
- Actions and Reactions; Abaft the Funnel, 1909
- Rewards and Fatries, 1910
- con C.R.L. Fletcher, The History of England, 1912
- The New Army in Training, 1914
- France at War; The Fringes of the Fleet; The New Army in Training, 1915
- Sea Warfare, 1916
- A Diversity of Creatures; War in the Mountains (in italiano), 1917
- The Years Between; The Eyes of Asia, 1919
- Letters of Travel, 1892-1913, 1920
- The First Assault on the Sorbonne; The King's Pilgrimage, 1922
- Land and Sea Tales for Scouts and Guides, 1923
- The Irish Guards in the Great War; "They" and Brushwood Boy, 1925
- Debits and Credits; Letter to Conrad, 1926
- A Book of Words, 1928
- Supplication of the Black Aberden, 1929
- Thy Servant a Dog, 1930
- Limits and Renewals, 1932
- Souvenirs of France, 1933
- Two Forewords; The King and the Sea, 1935
- Something of Myself, for My Friends Known and Unknown, 1936

#### Edizioni complete in lingua originale
- The Outward Bound Edition, Scribner's, New York 1897-1937 (36 voll.).
- The Uniform Edition Macmillan, London 1899-1938 (28 voll.).
- The Sussex Edition, Macmillan, London 1937-1939 (35 voll.).
- Verse, Definitive Edition, Hodder & Stoughton, London 1940.
- The Library Edition, Macmillan, London 1949-51 (24 voll.).
- The Centenary Edition, Macmillan, London 1965 (23 voll.), ristampa 1983.
- The Works of R. Kipling, Oxford University Press. 1986 (8 voll: Early Verse, Kim, Life's Handicap, Stalky & C., The Jungle Books, Plain Tales from the Hills, The Day's Work, The Man Who Would Be King and Other Stories).

### Traduzioni italiane
- Racconti della jungla, Casa ed. Nazionale, Torino-Roma 1903, Soc. Subalpina ed. Torino 1941 Viglongo & C., Torino 1951 e Mursia, Milano 1966 (A. Pasolini Rasponti)
- L'uomo che fu e altre novelle, Treves, Milano 1925 (tr. E. Ettlinger Fano)
- Novelle scelte, Ravagnati, Milano 1932 (A. Levi)
- Il prigioniero e altri racconti, Corticelli, Milano, 1932 (A. Levi)
- Primo e secondo libro della giungla, Barion, Sesto S. Giovanni 1932 e Cavallotti, Milano 1950 (tr. G. Dàuli)
- La danza degli elefanti, il figlio della giungla e altri racconti, Aurora ed., Milano 1938 (D. Carter)
- Tutte le opere di R. Kipling, Mursia, Milano 1939-64 (4 voll.); nuova serie 1984 (7 voll.)
- Opere, Corticelli, Milano 1944-53, 4 voll. (trad. vari)
- Riassunti della giungla, La Scuola, Brescia 1950 (tr. E. Graziani Camillucci)
- Il meglio di Kipling, Longanesi, Milano 1953 (tr. F. Vincenti)
- Racconti scelti, Amici del libro, Roma 1959
- Tutte le opere, Mursia, Milano 1959-64, 4 voll.; nuova serie 1984, 7 voll. (trad. vari)
- Capitani coraggiosi e altre storie di mare, Mursia, Milano 1960 (trad. vari)
- Il più bel racconto del mondo, Club Editori, Milano 1962 (L. Berti)
- Racconti, Bietti, Milano 1962 (tr. M. Benzi)
- Racconti, Casini, Firenze-Roma 1963 (tr. Luigi Berti)
- La luce che si spense, Racconti, Fabbri, Milano 1964 (tr. M. Attardo Magrini, F. De Poli)
- Le opere, Club Editori, Milano 1965-80 e UTET Torino 1978 (traduttori varii, con un saggio introduttivo, di Vittorio Beonio-Broccheri)
- I Capolavori, Mursia, Milano 1966 (trad. vari)
- Kim, Capitani coraggiosi, Racconti, Pozzo-Salvati-Gros Monti, Torino 1967 e Casini, Bologna 1969 (trad. Egidi Mattei, A. Speckel, P. Petroni)
- L'uomo che volle essere re, Romanzo breve, La porta dei cento dolori e altri racconti indiani, I Nobel letterari, Roma 1970 (L. Berti)
- Le storie di Mowgli, Milano 1982 (trad. vari)
- I libri della giungla, Mursia, Milano 1984 (tr. U. Pittola) ISBN 978-88-425-4694-8
- Nel mondo di ABC, Nord, Milano 1987 (tr. G. Prampolini, M. Ettingler Fano)
- Poesie, Mursia, Milano 1987 (tr. P. Bottalia, S. Miliani)
- Racconti dell'India, della vendetta, della memoria, Mondadori, Milano 1987 (2 voll.) (tr. A. Monti)
- Poems - Poesie a cura di Ornella De Zordo, Mursia, Milano, 1987.
- Racconti anglo-indiani del mistero e dell'orrore, Theoria, Roma, 1985 (trad. Ottavio Fatica)
- Alba guastata. Racconti postumi pubblicati in vita, Editori Riuniti, Roma, 1988 (trad. Ottavio Fatica)
- L'Egitto dei maghi, Theoria, Roma 1992 (trad. Ottavio Fatica)
- Confini e conflitti. I racconti fantastici, Theoria, Roma 1992, (trad. Ottavio Fatica)
- Oltre la Porta d'Oro. Un viaggio negli Stati Uniti da costa a costa, trad. di Valeria Bellazzi, a cura di Ippolito Pizzetti, Padova, Franco Muzzio Editore, 1996, ISBN 978-88-702-1760-5; Roma, Editori Riuniti, 2002, ISBN 978-88-359-5220-6.
- I libri della giungla e altri racconti di animali, Einaudi, Milano 1998 (trad. Ottavio Fatica)
- Il risciò fantasma e altri racconti dell'arcano, Adelphi, Milano 1999 (trad. Ottavio Fatica)
- I profumi dei viaggi (Some Aspects of Travel), Ibis, 2000 (trad. Graziella Martina), ISBN 978-88-7164-100-3
- Kim, Adelphi, Milano 2000, 2003 (trad. Ottavio Fatica)
- Loro, Adelphi, Milano 2001 (trad. Ottavio Fatica)
- Puck il folletto, Adelphi, Milano 2003 (trad. Ottavio Fatica)
- Il ritorno di Puck, Adelphi, Milano 2004 (trad. Ottavio Fatica)
- La città della tremenda notte, Adelphi, Milano 2007 (trad. Ottavio Fatica)
- I figli dello zodiaco, Adelphi, Milano 2008 (trad. Ottavio Fatica)
- La guerra nelle montagne. Impressioni dal fronte italiano, Milano, Mursia, 2011, ISBN 978-88-425-4803-4.
- L'uomo che voleva essere re, Mattioli 1885, Fidenza 2010 traduzione di Angelica Chondrogiannis, Fidenza, Mattioli 1885, 2010, ISBN 978-88-6261-134-3.
- Lettere dal Giappone, O barra O, Pavia 2022, (trad. Giulia Masperi)

### Esplicative
1. ↑  Si tratta di uno scambio epistolare tra Kipling e Baden-Powell. Kipling autorizzava ad usare estratti del Libro della giungla a patto che venisse citato lui come autore e l'editore del libro.

### Bibliografiche
1. 1 2   Rudyard Kipling, La vita, in Rudyard Kipling, Torino, UTET, 1978,  pp. 837-39, ISBN 88-02-01993-2.
2. ↑  (EN) Rudyard Kipling, Something of myself Archiviato il 23 febbraio 2014 in Internet Archive., Cambridge University Press, 1935, ISBN 0-521-40584-X.
3. 1 2  (EN) Humphrey Carpenter e Mari Prichard, Oxford Companion to Children's Literature, 1984, pp. 296–297.
4. ↑  (EN) David Gilmour, The Long Recessional: The Imperial Life of Rudyard Kipling, New York, Farrar, Straus and Giroux, 2002.
5. ↑  Tra le varie fonti, ad es: Angelo Sebastiani, La luce massonica, Hermes Edizioni, 1991. ISBN 88-7938-090-7, ISBN 978-88-7938-090-4.
6. ↑  (EN) Authors' Lodge No. 3456: a history, su freemasonrytoday.com, 16 settembre 2011. URL consultato il 6 Ottobre 2018 (archiviato il 7 ottobre 2018).
7. ↑   Gran Loggia 2017. Massoneria e i suoi trecento anni di modernità, una mostra ricorda i massoni protagonisti del Novecento, su Grande Oriente d'Italia, 4 aprile 2017. URL consultato il 6 aprile 2017.
8. ↑  (EN) Lista di massoni illustri, su St. John Lodge No 11 - Washington DC. URL consultato il 7 ottobre 2018 (archiviato dall'url originale il 16 novembre 2015).
9. ↑  Testimonianza del suo interessamento per i militari impegnati sul fronte italiano è il testo La guerra sulle montagne - Impressioni del fronte italiano pubblicato nel 1917, Mursia.
10. ↑   Kipling and Scifi, su kiplingsociety.co.uk. URL consultato il 16 gennaio 2017.
11. ↑   Thomas Pinney, The Letters of Rudyard Kipling: vol 4 1911-19, University of Iowa Press, 1990,  p. 390.
12. ↑   Rudyard Kipling, Le opere, in Rudyard Kipling, Torino, UTET, 1978,  pp. 840-41, ISBN 88-02-01993-2.

### Studi critici e biografici
Contributi in lingue straniere
- Clara Voltan - The allegorical World of beast in Kipling - Teramo, 1936.
- C. Carrington, R. Kipling: His Life and Work, Macmillan, London 1955.
- J.M.S. Tompkins, The Art of R. Kipling, Methuen, London, 1959.
- C.A. Bodelsen, Aspects of Kipling's Art, Manchester University Press, 1964.
- A. Rutherford ed., Kipling's Mind and Art, Oliver & Boyd, 1964.
- T.S. Eliot, On Poetry and Poets, Faber, London, 1965.
- E.L. Gilbert, Kipling and the Critics, Owen, London, 1966.
- J.I.M. Stewart, R. Kipling, Gollanez, London, 1966.
- B. Dobreé, Kipling: Realist and Fabulist, Oxford University Press, 1967.
- L.R. Green ed., Kipling: The Critical Heritage, Routledge & Kegan Paul, London, 1972.
- J. Gross ed., R. Kipling, The Man, His Work and His World, Weidenfeld & Nicolson, London, 1972.
- W.H. Auden, Forewords and Afterwords, Faber & Faber, London, 1973.
- A. Wilson, The Strange Ride of R, Kipling, Secker & Warburg, London, 1977.
- Lord Birkenhead, R. Kipling, Weidenfeld & Nicolson, London, 1978.
- M. Green, Dreams of Adventures. Deeds of Empire, Routledge & Kegan Paul, London, 1980.
- A. MacCure, Kipling and Conrad, The Colonial Fiction, Harvard University Press, 1981.
- J. Hunter, Edwardian Fiction, Harvard University Press, 1982.
- R. Moss, R. Kipling and the Fiction of Adolescence, Macmillan, London, 1982.
- H. Ridley, Images of Imperial Rule, Croom Helm, London, 1983.
- Sukeshi Kamra - Kipling Vision, 1989.

Contributi italiani
- R. Serra, Rudyard Kipling (1907), in R. Serra, Scritti letterali, morali e politici, a cura di M. Isnenghi, Torino, Einaudi, 1974.
- E. Cecchi, R. Kipling, «Quaderni di Voce», Casa ed. it., Firenze 1910 (rist. in Scrittori inglesi e americani, Il Saggiatore, Milano 1962, 1º vol.).
- R. Runcini, Illusione e paura nel mondo borghese da Dickens a Orwell, Laterza, Bari, 1968.
- G. Sertoli, «R. Kipling», in I Contemporanei, a cura di V. Amoruso e F. Bini, Lucarini, Roma, 1979.
- R. Oliva, «Kim: l'Oriente e l'Occidente, il gioco e la ricerca, il puer e il senex», in AA.VV., L'isola non trovata, Emme Edizioni, Milano, 1981.
- R. Runcini, «La natura come legge e l'organizzazione come destino; la poetica imperialistica di R. Kipling», in Il Mulino, marzo-aprile 1986.
- O. De Zordo, «Introduzione» a R. Kipling, Poems - Poesie, Mursia, Milano 1987.
- O. Fatica, «Il fattore K», Prefazione a Alba guastata, Editori Riuniti, Roma, 1988.
- A. Benedetti, Il Kim di Kipling, in "LG Argomenti", Genova, Erga, a. XLIII (2007), n. 4, pp. 17-21.